# Orangey

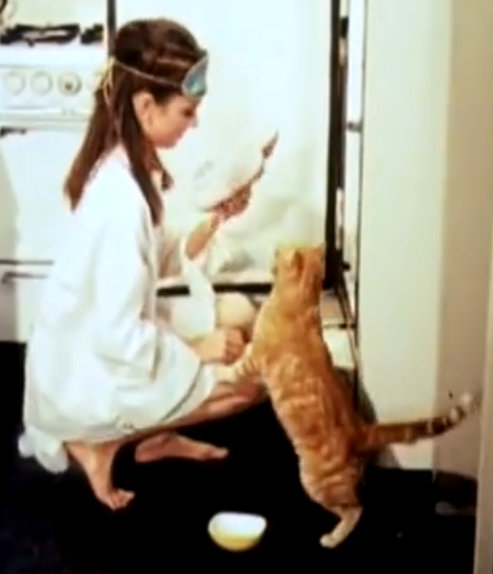
Audrey Hepburn e Orangey in una scena di Colazione da Tiffany (1961)

Orangey è stato un gatto soriano comparso in numerosi film realizzati negli Stati Uniti fra gli anni cinquanta e sessanta.
È l'unico gatto ad aver vinto due PATSY Awards (Picture Animal Top Star of the Year, l'equivalente del Premio Oscar per gli animali attori), il primo per il ruolo del protagonista ne Il gatto milionario (1951) e il secondo per il felino senza nome di Colazione da Tiffany (1961). Inoltre, ha interpretato il gatto che cerca di mangiare il suo padrone rimpiccolito nel film di fantascienza Radiazioni BX: distruzione uomo (1957) e Moushie ne Il diario di Anna Frank (1959). Ha lavorato anche in alcune serie televisive tra cui Alfred Hitchcock presenta.

## Biografia
(Frank Inn su Orangey)

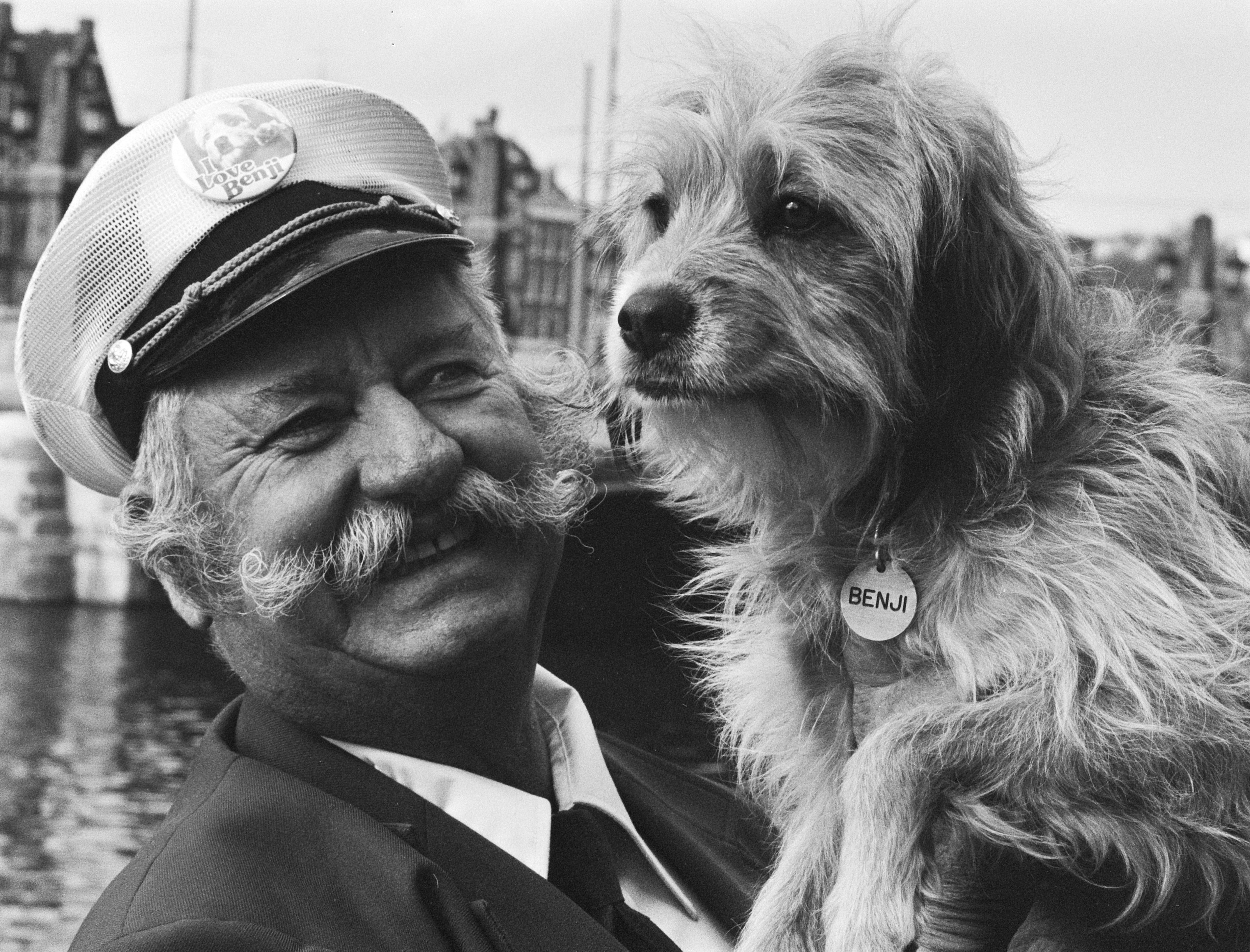
Frank Inn nel 1979.
Il mio gatto è un attore, il migliore al mondo, e può interpretare ogni parte
— Frank Inn su Orangey

Apparteneva ai coniugi Murphy di Hollis, nel Queens, e doveva essere nato intorno al 1947. Venne addestrato dal leggendario Frank Inn, che per la prima volta nella sua carriera lavorò indipendentemente. Esordì sul grande schermo nel 1951 interpretando Rhubarb (Rabarbaro), il protagonista nel film Il gatto milionario, un gatto che eredita una squadra di baseball. A causa del suo comportamento testardo alcune scene di questo film non poterono essere utilizzate e il film fu completato utilizzando 22 controfigure. L'utilizzo di più gatti era la norma per Frank Inn, dato che questi animali, a differenza dei cani, raramente sono in grado di fare tutte le azioni. Per la sua interpretazione vinse il suo primo PATSY Award, battendo Francis, il mulo di Francis alle corse. In seguito divenne principalmente noto come Rhubarb. A partire dal 1953 ebbe un ruolo regolare nella sitcom Our Miss Brooks, dove interpretava Minerva, la gatta della padrona di casa della protagonista.
Uno dei suoi ruoli più famosi è quello di Gatto, il "povero amore senza nome" ("poor slob without a name") di Audrey Hepburn in Colazione da Tiffany. L'8 ottobre 1960 si aprirono le selezioni all'Hotel Commodore di New York a cui parteciparono venticinque gatti rossi. Orangey fu scelto per il ruolo e per l'occasione Inn disse: «È un vero gatto di New York, proprio quello che vogliamo. In men che non si dica ne farò un attore di metodo, come Lee Strasberg». In questo film vennero usati 12 gatti diversi e Orangey era quello utilizzato per i lanci. Per la sua interpretazione vinse il suo secondo PATSY Award, battendo Spike, il cane Pete di The Silent Call.
Orangey era spesso violento con le persone con cui lavorava, tanto che un membro della troupe di Colazione da Tiffany lo definì "il gatto più cattivo del mondo". Una volta terminato di girare una scena spesso scappava, bloccando la produzione del film fino al momento in cui veniva ritrovato. In un'occasione il suo addestratore Frank Inn mise dei cani da guardia all'ingresso dello studio per evitare che ciò accadesse. 
Il suo ultimo ruolo risale al 1968, in due episodi della serie televisiva Batman in cui interpreta il gatto di Catwoman. Orangey venne cremato e nel 2002 i suoi resti furono seppelliti nella tomba di Frank Inn, al Forest Lawn Memorial Park di Hollywood Hills, assieme a quelli del maiale Arnold Ziffel e dei cani Benji e Tramp.

## Filmografia

### Cinema
- Il gatto milionario (Rhubard), regia di Arthur Lubin (1951) - Accreditato come Rhubarb
- Cittadino dello spazio (This Island Earth), regia di Joseph M. Newman (1955) - Non accreditato
- Radiazioni BX: distruzione uomo (The Incredible Shrinking Man), regia di Jack Arnold (1957) - Non accreditato
- Bella, affettuosa, illibata cercasi... (The Matchmaker), regia di Joseph Anthony (1958) - Accreditato come Rhubarb
- Il diario di Anna Frank (The Diary of Anne Frank), regia di George Stevens (1959) - Non accreditato
- Un marziano sulla Terra (Visit to a Small Planet), regia di Norman Taurog (1960) - Non accreditato
- Colazione da Tiffany (Breakfast at Tiffany's), regia di Blake Edwards (1961) - Accreditato come Cat
- Gigò (Gigot), regia di Gene Kelly (1962) - Non accreditato
- Il clan del terrore (The Comedy of Terrors), regia di Jacques Tourneur (1963) - Accreditato come Rhubarb
- Village of the Giants, regia di Bert I. Gordon (1965) - Non accreditato

### Televisione
- Our Miss Brooks - serie TV, 4 episodi (1953-1955) - Non accreditato
- Alfred Hitchcock presenta (Alfred Hitchcock Presents) - serie TV, episodi 1x17-3x12 (1956-1957) - Non accreditato
- Shirley Temple's Storybook - serie TV, episodio 1x5 (1958) - Accreditato come Rhubarb
- The Dick Van Dyke Show - serie TV, episodio 1x25 (1962) - Accreditato come Rhubarb
- The Beverly Hillbillies - serie TV, episodi 1x19-1x20-1x21 (1963) - Non accreditato
- Il mio amico marziano (My Favorite Martian) - serie TV, episodi 1x6-1x15-1x21 (1963-1964) - Non accreditato o accreditato come Rhubarb
- Missione Impossibile (Mission: Impossible) - serie TV, episodio 2x9 (1967) - Non accreditato
- Batman - serie TV, episodi 3x16-3x17 (1967-1968) - Non accreditato

## Riconoscimenti
PATSY Award
- 1952 - Miglior attore in un film per Il gatto milionario
- 1962 - Miglior attore in un film per Colazione da Tiffany